# Mini-ITX
Mini-ITX – standard płyt głównych o wymiarach 170 × 170 mm, zaprojektowany przez VIA Technologies w 2001 roku. Są z reguły stosowane w komputerach typu small form factor. W domyśle miały być produktem niszowym, chłodzonym pasywnie z niskim poborem mocy, co pozwalałoby je stosować w domowych komputerach multimedialnych HTPC lub innych małych jednostkach. W 2010 roku na rynku zaczęły pojawiać się płyty główne mini-ITX pod procesory Intel: ECS H55H-I, Gigabyte GA-H55N-USB3. Pozwoliło to na zbudowanie komputerów typu Small Form Factor do grania, czy jako stacji roboczych.

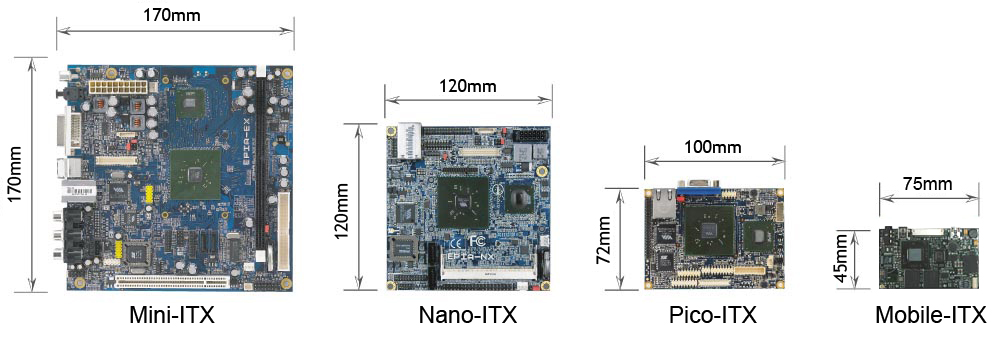
Rozmiary płyt ITX

## Wygląd i budowa
Płyty główne mini-ITX wyposażono w cztery otwory montażowe, umiejscowione w standardzie ATX. To samo tyczy się zaślepki od portów wejścia/wyjścia, potocznie zwanej backplane (I/O shield na rysunku obok) oraz karty rozszerzeń, obecnie PCI Express. Niektóre modele płyt głównych mini-ITX otrzymały dodatkową kartę rozszerzeń, w postaci sekcji zasilania, która nie zmieściła się koło gniazda procesora, np. ASUS ROG MAXIMUS VI IMPACT, ROG Maximus VII Impact oraz ROG MAXIMUS VIII IMPACT.

Porównanie różnych formatów płyt głównych: mini-ITX, mini-DTX, ATX, μATX and DTX

Wspomniana wcześniej karta rozszerzeń PCI Express, służy najczęściej do montażu karty graficznej. W zależności od zastosowanej obudowy komputerowej (typu big tower, midi tower, mini tower, cube, SFF i wielu innych.) potrafi zmieścić jednostki z niskiej, średniej i wysokiej półki wydajnościowej. Złącze można także wykorzystać na wiele innych sposobów, jeżeli zamontujemy procesor ze zintegrowaną kartą graficzną,
Płyty główne mini-ITX wyposażono w dwa banki pamięci operacyjnej. W zależności od zastosowanego chipsetu oraz procesora możemy zamontować do 128 GB standardowej pamięci operacyjnej (DDR, DDR2, DDR3, DDR4, DDR5) lub pamięci typu SO-DIMM.
Jeżeli chodzi o banki pamięci masowej, to producenci montują od 2 do 4 portów SATA, a także do 3 złączy w standardzie M.2. Pozwoli to na zbudowanie zasobnego magazynu na nasze dane.

## Historia
W marcu 2001 roku, producent chipsetów - VIA Technologies udostępniła poglądowy projekt płyty głównej ITX, w celu promowania swojego procesora VIA C3 o niskim poborze mocy z chipsetami VIA. Wspomniana jednostka została zakupiona od firmy Centaur Technology. Projekt nowej demonstracyjnej płyty głównej ITX - VT6009 o wymiarach: 215×191 mm opracował szef działu rozwojowego VIA - Robert Kuo. Całość umieszczono w kategoriach "Information PC" i tzw. konfiguracjach set-top box (inaczej przystawkach STB do telewizora). W tamtym momencie kilku producentów podchwyciło pomysł płyt głównych ITX: Shuttle, Jetway i rozpoczęło produkowanie małych komputerów typu Cube. Inni producenci przygotowali także swój własny format - FlexATX o wymiarch 229×191 mm.

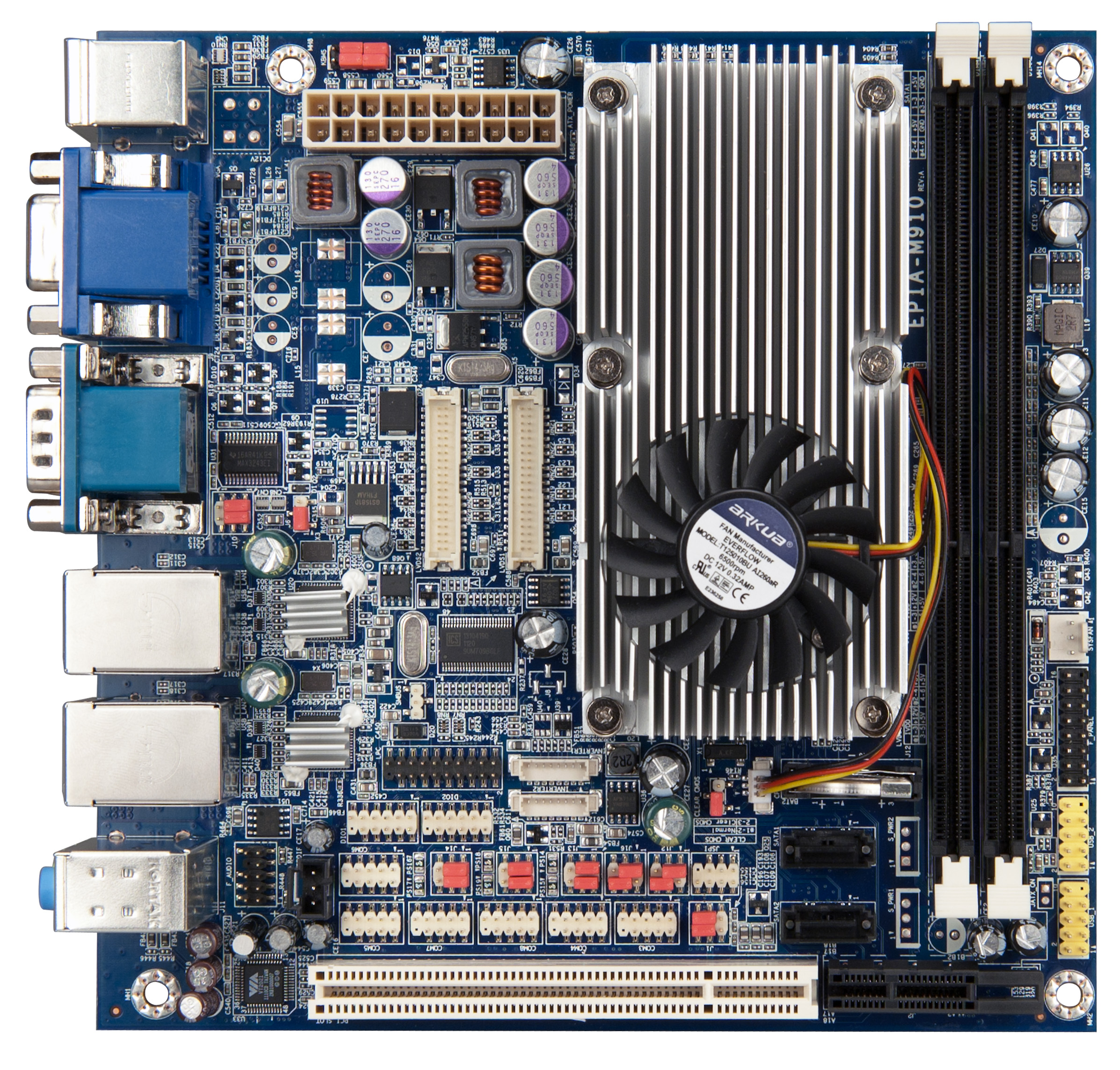
Płyta główna mini-ITX VIA EPIA-M910

W październiku 2001 roku, VIA ogłosiła utworzenie nowego działu od płyt głównych. Jego celem było ustandaryzowanie infrastruktury dla komputerów niskokosztowych oraz systemów wbudowanych. Miesiąc później, w listopadzie 2001, Robert Kuo przygotował projekt nowego standardu płyty głównej mini-ITX - VT6010. Całość oznaczono, jako komputer informacyjny lub niskokosztowa podstawowa platforma obliczeniowa x86. Producenci nadal byli niechętni, ale reakcja klientów była znakomita. VIA zdecydowała się produkować i sprzedawać płyty samodzielnie. W kwietniu 2002 roku pierwsze płyty główne mini-ITX - EPIA 5000 (bezwentylatorowy procesor Eden 533 MHz) i EPIA 800 (800 MHz C3) - zostały sprzedane klientom przemysłowym. Entuzjaści szybko zauważyli zalety niewielkich rozmiarów, niskiego poziomu hałasu i zużycia energii. Rozpoczął się okres tzw. moddingu obudów SFF w zupełnie nowe formy sztuki. Konkursy takie, jak Cooler Master Case Mod World Series od 2009 roku jeszcze bardziej rozpropagowały komputery SFF. 
W latach 2001-2011 VIA kontynuowała swoją linię płyt głównych mini-ITX z procesorami C7, Eden oraz Nano. Inni producenci w późniejszym okresie podchwycili ten trend. W 2008 roku Intel zaprezentował serię procesorów Atom, które namieszały mocno na rynku płyt mini-ITX. W 2009 roku firma Zotac zaprezentowała płytę główną Zotac GeForce 9300-ITX, która była przełomem. Pozwalała na zamontowanie procesorów: Celeron, Pentium, Core 2 Duo i Core 2 Quad, a zintegrowana na płycie karta graficzna NVIDIA GeForce 9300 umożliwiała wyświetlanie grafiki. Dodatkowo można było bez problemów dorzucić dedykowaną kartę graficzną poprzez złącze PCI Express 2.0 x16 oraz do 8 GB pamięci DDR2 800 MHz. Tym samym rozpoczął się okres wychodzenia z niszowej półki na rzecz wydajnych maszyn gamingowych oraz stacji roboczych.